# Bilancio dell'Unione europea
Il bilancio dell'Unione europea o bilancio comunitario si basa sul sistema di finanziamento delle risorse proprie dell'Unione europea, costituito da determinate voci di imposta. Si tratta di un bilancio a somma zero.

## Descrizione
Costituiscono risorse proprie della Comunità europea:
- i prelievi riscossi sulle importazioni di prodotti agricoli, cioè tutti i prelievi, supplementi, importi supplementari o compensatori, importi o elementi addizionali ed altri diritti fissati dalle istituzioni comunitarie sugli scambi con i paesi non membri, nel quadro della politica agricola comune, nonché i contributi e altri diritti previsti nell'ambito dell'organizzazione comune dei mercati nel settore dello zucchero;
- i dazi doganali, ossia quelli della tariffa doganale comune e gli altri diritti fissati dalle Comunità sugli scambi con i paesi non membri;
- i proventi dell'IVA, ottenuti mediante applicazione di un tasso inizialmente pari all'1%; secondo quanto stabilito nel corso del Consiglio europeo di Berlino (24-25 marzo 1999) il suddetto tasso è passato allo 0,75% nel 2002 e allo 0,5% nel 2004;
- l'ultima risorsa (quarta risorsa), istituita con l'Accordo interistituzionale sulla disciplina di bilancio e il miglioramento della procedura di bilancio del 1988, ha carattere complementare e consiste in contributi versati dagli Stati membri nell'ipotesi in cui le precedenti risorse non risultassero sufficienti a garantire la copertura del bilancio comunitario. Tali contributi vengono calcolati in percentuale sul prodotto nazionale lordo dei singoli Stati membri (si parla, infatti, a questo proposito di “risorsa PNL”), mediante l'applicazione di un'aliquota che ammontava originariamente a 1,15%, passata poi a 1,20% nel 1993 e fissata per il periodo 2000-2006 – a 1,27%. Successivamente, nella programmazione finanziaria 2007-2013, questa risorsa è stata ricalcolata, a parità di gettito, nel 1,24% del Reddito Nazionale Lordo degli Stati dell'Unione. Posto che in macroeconomia il Prodotto Nazionale Lordo ed il Reddito Nazionale Lordo indicano la stessa cosa, il passaggio dal 1,27% al 1,24% è derivato dal fatto che la contabilità di riferimento utilizzata per il calcolo dei RNL segue i criteri SEC 95 (Sistema europeo dei conti nazionali e regionali), le cui risultanze sono state ritenute più attendibili rispetto a quelle derivanti dalle singole contabilità nazionali.

### Il problema del finanziamento della Comunità europea
I padri fondatori della Comunità, consapevoli del fatto che il finanziamento di un'organizzazione internazionale attraverso i contributi versati dai singoli Stati favorisce delle disparità nella capacità di influenzare le scelte politiche ed economiche dell'organizzazione di cui fanno parte, hanno cercato fin dall'inizio di rendere la nascente Comunità europea il più possibile autonoma dalle singole forze nazionali.
Nell'articolo 201 del Trattato di Roma (25 marzo 1957) - istitutivo della prima Comunità - è stato previsto che, dopo un primo breve periodo di transizione, durante il quale la stessa si sarebbe finanziata con i contributi nazionali (determinati secondo un criterio di ripartizione percentuale individuato sulla base della capacità contributiva di ognuno), doveva avvenire il passaggio ad un sistema di risorse proprie che, fatte salve le altre entrate, avrebbe garantito l'integrale ed autonomo finanziamento del bilancio comunitario.
Tale passaggio è avvenuto con la Decisione del 21 aprile 1970 (Trattato di Lussemburgo) quando, dopo diversi tentativi falliti per l'opposizione degli Stati più forti ed in particolare della Francia (crisi della sedia vuota), il Consiglio, su impulso dei capi di Stato e di governo ha varato l'avvio del sistema delle risorse proprie.
La decisione del 1970 contempla però, oltre alle risorse proprie tradizionali, spettanti di diritto senza che occorra un'ulteriore decisione delle singole autorità nazionali, anche un'entrata basata sull'imposta sul valore aggiunto, detta anche terza risorsa, che in ogni caso lega la Comunità ad un contributo trasferitole dagli Stati.
Inoltre, nel 1988, il Consiglio, oltre ad includere tra le risorse proprie tradizionali anche i dazi CECA, ha istituito una quarta risorsa, detta anche risorsa complementare, calcolata su una percentuale del Prodotto Nazionale Lordo (PNL).
Le risorse tradizionali, ossia i dazi doganali e i prelievi agricoli, costituiscono le risorse proprie per natura, per la loro caratteristica di essere entrate di natura fiscale conseguenti a politiche comunitarie e non provenienti da finanziamenti degli Stati membri.
Infatti, sia i dazi doganali (percepiti direttamente alle frontiere in conformità a una tariffa doganale comune in vigore già dal 1968) che i prelievi agricoli, distinti in dazi e contributi, sono entrate direttamente ed autonomamente disciplinate dalla Comunità. Alla loro riscossione provvedono i singoli ordinamenti nazionali che, in applicazione ad una normativa comune, periodicamente le accreditano su uno specifico conto risorse proprie, acceso dalla Comunità presso ogni tesoreria nazionale.
La risorsa proveniente dall'IVA, attuata per la prima volta nel 1980, è stata introdotta nel sistema del finanziamento della Comunità per integrare le risorse tradizionali ritenute non sufficienti a garantire l'intera copertura delle spese previste nel bilancio comunitario. La risorsa complementare, determinata da una percentuale del prodotto nazionale lordo, è un contributo nazionale istituito al fine di integrare il finanziamento della Comunità per garantirne l'equilibrio di bilancio.